# Shiva (rapper)
Shiva, pseudonimo di Andrea Arrigoni (Legnano, 27 agosto 1999), è un rapper italiano.

## Biografia

### Primi anni (1999-2014)
Nato a Legnano, è cresciuto nell'hinterland di Milano, a Corsico. Per un breve periodo si è trasferito in Toscana, regione in cui si avvicina alla street art e alla musica, in particolare al rap e al punk.

### Esordi (2014-2018)
Shiva ha iniziato la sua carriera musicale all'età di 15 anni, pubblicando il suo primo EP La via del guerriero nel 2014. e a dicembre 2013 è uscito anche il mixtape Ogni giorno, diffuso unicamente su SoundCloud.
Nel 2015 ha pubblicato il suo primo video autoprodotto del brano Cotard Delusion. Nello stesso anno ha firmato un contratto con l'etichetta discografica romana Honiro Label, con la quale ha fatto uscire il suo primo album Tempo anima nel 2017; a settembre Shiva è tra le collaborazioni dell'album Ogni maledetto giorno di Mostro, cantando nel brano Amore sporco.
Nel marzo 2018 pubblica il secondo album Solo.

### I primi successi (2019-2020)
Nel 2019 Shiva ha pubblicato i singoli Mon fre, duetto con Emis Killa, e Bossoli, entrambi certificati dischi di platino dalla FIMI. Nello stesso anno ha collaborato con numerosi artisti della scena hip hop italiana, fra cui Sfera Ebbasta con il singolo Soldi in nero, che ha raggiunto la seconda posizione della Top Singoli.
Il 31 gennaio 2020 ha pubblicato l'EP Routine, anticipato dal singolo Calmo inciso in collaborazione con Tha Supreme e che ha conquistato la vetta della Top Singoli, diventando la prima numero uno di Shiva; l'EP è invece entrato nella Classifica FIMI Album al secondo posto. Il 26 marzo successivo il rapper pubblica il singolo Auto blu, in cui è presente un campionamento di Blue (Da Ba Dee) degli Eiffel 65, che sono stati accreditati come artisti ospiti.

### Dolce vitaeDark Love EP(2021-2022)
L'11 giugno 2021 Shiva ha reso disponibile il terzo album in studio Dolce vita, promosso dai brani La mia storia, Fendi Belt e Non sai niente; il 19 novembre seguente è stata la volta di un singolo inedito, Take 3, seguito il 17 dicembre da Aston Martin in collaborazione con il rapper britannico Headie One.
Il 24 giugno 2022 ha pubblicato l'EP Dark Love EP, anticipato dai singoli Pensando a lei e Niente da perdere. Il 25 novembre stesso anno è uscito anche il quarto album Milano Demons, anticipato dai singoli Soldi puliti, Non è Easy, 3 Stick Freestyle e Take 4 e promosso dal singolo Alleluia in collaborazione con Sfera Ebbasta.

### Santana SeasoneMilano Angels(2023-2024)
Il 9 giugno 2023 è stata la volta del quinto album Santana Season, preceduto da un solo singolo: 100 Opps. Il 14 settembre dello stesso anno il rapper ha pubblicato il singolo Syrup, prodotto da Finesse. Il 10 gennaio 2024 è uscito il singolo Milano Shotta Freestyle, seguito da First Day Out uscito il 22 maggio 2024.
Il 28 agosto 2024 pubblica il singolo Take 5. Il 6 settembre seguente esce invece il sesto album in studio Milano Angels, che presenta collaborazioni italiane e internazionali, tra cui Paky, Tedua, Geolier, Mondo Marcio, NLE Choppa, Lil Tjay, Tony Boy e Kid Yugi.

### Angels & DemonseSantana Money Gang(2024-presente)
Il 19 dicembre 2024 viene pubblicato l'EP Angels & Demons, capitolo conclusivo della trilogia iniziata nel 2022 con l'album Milano Demons e proseguita nel 2024 con Milano Angels. L'EP include quattro brani, tra cui una collaborazione con il rapper Paky.
Il 10 aprile 2025 pubblica Santana Money Gang, realizzato in collaborazione con il rapper Sfera Ebbasta. Il disco è composto da dodici tracce senza artisti ospiti.

## Controversie
- Il 26 ottobre 2023 Shiva è stato arrestato per tentato omicidio e possesso illegale di armi tra cui due machete e una pistola ad aria compressa, a causa di una sparatoria risalente al luglio del 2023, in cui due giovani erano rimasti feriti alle gambe nel cortile della sua casa discografica.[28] Secondo gli inquirenti, il tentato omicidio sarebbe avvenuto al culmine del tentativo di aggressione che i due giovani feriti avrebbero messo in atto nei confronti di Shiva e dei suoi amici.[29][30]

- Il 21 febbraio 2024, dopo quattro mesi di detenzione presso il carcere di San Vittore, il giudice per le indagini preliminari ha attenuato la misura cautelativa concedendogli gli arresti domiciliari.[31]

- Il 18 marzo 2025 a seguito di un concordato con la corte d'appello, il giudice riduce la pena a Shiva da 6 anni e 6 mesi, a 4 anni e 7 mesi, riconoscendogli attenuanti per buona condotta ai domiciliari e gli vengono sostituiti gli arresti domiciliari dagli obblighi di firma (due volte a settimana).

## Discografia
- 2017 – Tempo anima
- 2018 – Solo
- 2021 – Dolce vita
- 2022 – Milano Demons
- 2023 – Santana Season
- 2024 – Milano Angels
- 2025 – Santana Money Gang (con Sfera Ebbasta)